# Emil Stojanow
Emil Stefanow Stojanow (auch Emil Stefanov Stoyanov geschrieben, bulgarisch Емил Стефанов Стоянов; * 12. Juli 1959 in Plowdiw) ist ein bulgarischer Politiker, Unternehmer, Verleger und Mitglied des Europäischen Parlaments für die Partei GERB. Der ehemalige bulgarische Präsident Petar Stojanow ist sein Bruder. Emil ist verheiratet mit der Journalistin Margarita Raltschewa, mit der er eine Tochter und einen Sohn hat. 

## Familie
Emil Stojanow wurde in der zweitgrößte Stadt Bulgariens Plowdiw 1959, am Peters-Tag in der Familie von Stefan und Stojanka Stojanowi geboren. Da sein älterer Bruder Petar hieß, wurde er Emil genannt. Sein Vater der einer von fünf Söhnen war, war vor der Machtergreifung der bulgarischen Kommunisten 1945 Gouverneur der Oblast (Bezirk) „Plowdiw, Pasardschik und Smoljan“. Er und seine Frau Stojanka waren Mitglieder der Partei Bulgarisches Demokratisches Forum, die nach 1945 verboten worden war. Stefan Stojanow wurde drei Mal von der damals in Bulgarien regierenden Kommunisten ins Konzentrations- und Arbeitslager interniert. Der Großvater von Emil, Petar war ein Großhändler, der mit Holz handelte und über großen Ländereien in nah gelegene Rhodopen-Gebirge verfügte, die von den Kommunisten nach 1945 beschlagnahmt worden waren.

## Leben
Emil Stojanow besuchte nach der Grundschule in Plowdiw das damals neueröffnete Deutschgymnasium im nahen Pasardschik. Nach seinen eigenen Aussagen lernte er dort nicht nur Disziplin, sondern auch die deutsche Kultur und Literatur kennen und schätzen.
Nach der Beendigung des Gymnasiums wurde Stojanow in die bulgarische Armee eingezogen. Er diente zwei Jahre in den Baueinheiten der Armee, in die normalerweise Rekruten ohne abgeschlossene mittlere Reife oder Angehörige der Minderheiten und politische Gefangene eingezogen wurden. Nach der Armeezeit wurde Stojanow Literaturstudent an der Paisii-Hilendarski-Universität, wo er sich für ein Leben als Schriftsteller vorbereiten wollte. Sein erstes Buch war eine Übersetzung eines Sammelbandes zeitgenössischer Leipziger Lyriker. Daraufhin folgte er einer Einladung der Universität Leipzig zur Weiterbildung in der DDR.
1986 veröffentlichte Stojanow sein eigenes Werk Esenen Tschowek (bulg. „Есенен човек“, dt. Herbstmensch). Im selben Jahr schloss er sein Universitätsstudium ab. Anschließend versuchte er fast ein Jahr lang, eine Arbeit den Plowdiwer Herausgeber und Verleger zu bekommen, bis er erfuhr, dass er ein Verbot für literarische Tätigkeit, seitens der bulgarischen Staatssicherheit erlassen wurde. Das Verbot dauerte bis 1989 an, das Jahr des Zusammenbruchs des Eisernen Vorhangs in Osteuropa und damit auch die Beendigung des Kalten Krieges. In den Jahren nach dem Sturz des kommunistischen Diktators Todor Schiwkow wurde Emil mit seinem Bruder Petar zum Mitbegründer der Union der Demokratischen Kräfte (SDS) in Plowdiw, wurde jedoch nicht Mitglied in der SDS.
1992 gründete er den Verlag Pygmalion (bulg. „Пигмалион“) mit dem Ziel, die europäischen schöngeistigen, politischen, philosophischen und vor allem die deutschsprachige Literatur in Bulgarien zu popularisieren. Eines seiner ersten Projekte war eine Zusammenarbeit mit dem Wiener Wieser Verlag und die Veröffentlichung der Werke des österreichischen Schriftstellers Karl-Markus Gauß.
2001 gründete Stojanow, mit der Unterstützung der deutschen Taunusfilm den ersten reinen Nachrichtensender TV Ewropa. Weiter begründete er die Stiftung Pygmalion mit dem Ziel, die Literatur und Kunst in Plowdiw zu fördern. Eines ihrer internationalen Projekte ist die Beteiligung am Projekt HALMA Network, das unter der Schirmherrschaft von Frank-Walter Steinmeier steht und der Verknüpfung europäischer Kultur- und Literaturszenen dient.
2004 wurde Emil Stojanow mit dem deutschen Verdienstkreuz für seinen Beitrag zur deutschen Kultur geehrt.
Bei der Europawahl in Bulgarien 2009 wurde Emil Stojanow als Abgeordneter für die Partei GERB und für die Fraktion der Europäischen Volkspartei (Christdemokraten) und europäischer Demokraten in das Europaparlament gewählt.